# 瀨田車站 (滋賀縣)
瀨田車站 （日语：／ Seta eki */?）是一由西日本旅客鐵道（JR西日本）所經營的鐵路車站，位於日本滋賀縣大津市，是JR西日本東海道本線（琵琶湖線）沿線車站之一，屬於JR西日本京都支社所管轄的範圍。
瀨田車站是在1969年時，配合東海道本線的全面複線化，而由當時的日本國有鐵道（國鐵）在草津與石山兩站之間增設的車站。

## 車站結構
島式月台2面4線的地面車站，設有跨站式站房。月台有效長為12節編組。

### 月台配置
| 月台 | 路線     | 方向（軌道）   | 目的地           | 備註               |
| ---- | -------- | -------------- | ---------------- | ------------------ |
| 1    | 琵琶湖線 | 下行（外側線） | 京都、大阪方向   | 只限部分列車       |
| 2    | 琵琶湖線 | 下行（內側線） | 京都、大阪方向   |                    |
| 3    | 琵琶湖線 | 上行（內側線） | 草津、米原方向   | 草津、米原方向     |
| 4    | 琵琶湖線 | 上行（外側線） | 草津、貴生川方向 | 只限直通草津線列車 |

## 使用情況
2018年度1日平均上車人次為17,987人。滋賀縣內次於南草津站、草津站、石山站、近江八幡站排行第5位。琵琶湖線內的新快速通過車站當中排行第1位，比停靠站的米原站、彥根站、能登川站、野洲站、守山站、大津站都要多。
根據「滋賀縣統計書」，近年1日平均上車人次推移如下表。
| 年度               | 1日平均 上車人次 | 來源   |
| ------------------ | ---------------- | ------ |
| 1992年（平成04年） | 17,719           | [ 2 ]  |
| 1993年（平成05年） | 18,207           | [ 3 ]  |
| 1994年（平成06年） | 17,323           | [ 4 ]  |
| 1995年（平成07年） | 16,013           | [ 5 ]  |
| 1996年（平成08年） | 16,594           | [ 6 ]  |
| 1997年（平成09年） | 16,539           | [ 7 ]  |
| 1998年（平成10年） | 16,599           | [ 8 ]  |
| 1999年（平成11年） | 16,214           | [ 9 ]  |
| 2000年（平成12年） | 16,216           | [ 10 ] |
| 2001年（平成13年） | 16,183           | [ 11 ] |
| 2002年（平成14年） | 15,909           | [ 12 ] |
| 2003年（平成15年） | 16,254           | [ 13 ] |
| 2004年（平成16年） | 16,598           | [ 14 ] |
| 2005年（平成17年） | 16,646           | [ 15 ] |
| 2006年（平成18年） | 17,148           | [ 16 ] |
| 2007年（平成19年） | 17,279           | [ 17 ] |
| 2008年（平成20年） | 17,484           | [ 18 ] |
| 2009年（平成21年） | 17,011           | [ 19 ] |
| 2010年（平成22年） | 16,970           | [ 20 ] |
| 2011年（平成23年） | 17,052           | [ 21 ] |
| 2012年（平成24年） | 17,240           | [ 22 ] |
| 2013年（平成25年） | 17,757           | [ 23 ] |
| 2014年（平成26年） | 17,424           | [ 24 ] |
| 2015年（平成27年） | 17,296           | [ 25 ] |
| 2016年（平成28年） | 17,430           | [ 26 ] |
| 2017年（平成29年） | 17,867           | [ 27 ] |
| 2018年（平成30年） | 17,987           | [ 1 ]  |

## 相鄰車站
西日本旅客鐵道
 琵琶湖線（東海道本線）
■新快速
通過
■普通（包括在京都站或高槻站以西變為快速列車者）
南草津（JR-A25）－瀨田（JR-A26）－石山（JR-A27）

## 外部連結
- 瀨田｜車站資訊：JR出門網 - 西日本旅客鐵道